# 華資
在香港，華資或華資公司是指資本來自1949年前中國大陸民間華人，與官方無關者；香港本地華人創立者也可稱為華資，但較少用。1949年後來自中國大陸，尤其與官方有關者則稱為「中資」。
香港過去也有來自中華民國（台灣）資本，普遍稱為「台資」，例如民生物產；部分親台企業也會被誤會為「台資」，例如華僑日報等。

## 著名華資公司

### 百貨
- 先施公司
- 永安百貨

### 銀行
- 恆生銀行（已由匯豐控股收購）
- 東亞銀行
- 上海商業銀行（主要股東為上海商業儲蓄銀行）
- 道亨銀行（已由星展銀行收購）
- 廣安銀行（已由星展銀行收購）
- 永亨銀行（已由華僑銀行收購）
- 永隆銀行（已由招商銀行收購）
- 廖創興銀行（已由越秀集團收購）
- 大新銀行
- 大生銀行

## 另見
- 地產五虎將（華資五虎）
- 華商